# Hinzerath
Hinzerath ist ein Dorf und Ortsbezirk der Gemeinde Morbach im Landkreis Bernkastel-Wittlich in Rheinland-Pfalz.

## Geographie
Hinzerath liegt direkt am nördlichen Rand des Idarwaldes, 1 km nördlich des Dorfes verläuft die Hunsrückhöhenstraße. Ein Kilometer westlich des Ortes liegt die Burg Baldenau, eine der wenigen Wasserburgen des Hunsrücks.
Etwa zwei Kilometer nördlich auf einem Höhenrücken beim Zusammentreffen der Bundesstraßen B 50 und B 327 (Hunsrückhöhenstraße) befindet sich der Archäologiepark Belginum an der ehemaligen Ausoniusstraße und gegenüber der Stumpfe Turm, ein historischer Wachturm, der sich auch im Ortswappen wiederfindet.
Zu Hinzerath gehören auch der Wohnplatz Forsthaus Hinzerath.

## Nachbarorte
| Hundheim | Wederath                                    |            |
| Morbach  | Kompassrose, die auf Nachbargemeinden zeigt | Hochscheid |
|          | Idarwald                                    |            |

## Geschichte
Hinzerath wurde erstmals im Jahre 1315 urkundlich als Huntzerait im Weistum des Erzbischofs von Trier erwähnt.
Das Linke Rheinufer wurde 1794 im ersten Koalitionskrieg von französischen Revolutionstruppen besetzt. Von 1798 bis 1814 war Hinzerath ein Teil der Französischen Republik (bis 1804) und anschließend des Napoleonischen Kaiserreichs, zugehörig dem Saardepartement. Auf dem Wiener Kongress (1815) kam die Region an das Königreich Preußen, der Ort wurde 1816 dem Regierungsbezirk Trier, Bürgermeisterei Morbach (ab 1927 Amt Morbach, ab 1968 Verbandsgemeinde Morbach) zugeordnet.
Nach dem Ersten Weltkrieg gehörte das Gebiet zum französischen Teil der Alliierten Rheinlandbesetzung. Nach dem Zweiten Weltkrieg wurde Hinzerath innerhalb der französischen Besatzungszone Teil des damals neu gebildeten Landes Rheinland-Pfalz.
Seit dem 31. Dezember 1974 gehört Hinzerath zur verbandsfreien Gemeinde Morbach. Zu diesem Zeitpunkt hatte der Ort 439 Einwohner.

## Politik

### Ortsbezirk
Hinzerath ist gemäß Hauptsatzung einer von 19 Ortsbezirken der Gemeinde Morbach. Er wird politisch von einem Ortsbeirat und einem Ortsvorsteher vertreten.
Der Ortsbeirat von Hinzerath besteht aus sieben Mitgliedern, die bei der Kommunalwahl am 9. Juni 2024 in einer Mehrheitswahl gewählt wurden, und dem ehrenamtlichen Ortsvorsteher als Vorsitzendem.
Thomas Eck wurde am 2. September 2024 Ortsvorsteher von Hinzerath. Bei der Direktwahl am 9. Juni 2024 war er als einziger Bewerber mit 96,62 % für fünf Jahre gewählt worden.
Sein Vorgänger Hermann Moseler hatte das Amt 2004 von Georg Sommer übernommen und kandidierte bei der Wahl 2024 nicht erneut als Ortsvorsteher.

### Wappen
| Wappen von Hinzerath | Blasonierung: „In Gold aus einem grünen Dreiberg wachsend ein silbergefugter schwarzer Schiefersteinturmstumpf.“ |
| Wappen von Hinzerath | Wappenbegründung: Der Schieferturmstumpf stellt den direkt an der Hunsrückhöhenstraße B 327 100 m nordöstlich der Kreuzung mit der B 50 – L 159 stehenden Stumpfen Turm aus dem 14. Jahrhundert dar. Der Dreiberg symbolisiert die Höhenzüge des Hunsrücks. |

## Verkehr
Der Bahnhof Hinzerath lag an der mittlerweile stillgelegten Hunsrückquerbahn Langenlonsheim–Hermeskeil.

## Sehenswürdigkeiten
Die katholische Dorfkirche von 1669 steht unter Denkmalschutz. Seit den 1960er Jahren ungenutzt, soll sie nach einer Renovierung wieder in Dienst genommen werden.